# Michael Rohde (szachista)
Michael Rohde (ur. 26 sierpnia 1959) – amerykański szachista, arcymistrz od 1988 roku.

## Kariera szachowa
Na przełomie lat 80. i 90. należał do szerokiej czołówki amerykańskich szachistów. Do jego sukcesów w turniejach międzynarodowych należą m.in. I m. w Nowym Jorku (1979), dz. I m. w San Francisco (wspólnie z Ututem Adianto), I m. na Long Island (1988) oraz dwukrotne dz. I m. w turniejach U.S. Open Chess Championship (1991, Los Angeles, wspólnie z Władimirem Akopianem) oraz 2007, Cherry Hill, wspólnie z m.in. Borisem Gulko, Siergiejem Kudrinem i Aleksandrem Szabałowem).
Najwyższy ranking w karierze osiągnął 1 stycznia 1993, z wynikiem 2595 punktów dzielił wówczas 55-60. miejsce na światowej liście FIDE, jednocześnie dzieląc 6-7. miejsce wśród amerykańskich szachistów.